# Järveküla (Elva)
Järveküla – wieś w Estonii, w prowincji Tartu, w gminie Elva.